# Zovencedo
Zovencedo (velenceiül Zovensédo) település Olaszországban, Veneto régióban, Vicenza megyében. Lakosainak száma 803 fő (2023. január 1.). Zovencedo Arcugnano, Barbarano Mossano, Brendola, Val Liona és Villaga községekkel határos.

## Népesség
A település népességének változása:
| Lakosok száma | 763  | 763  | 803  |
|               | 2017 | 2018 | 2023 |